# Юкшумка
Юкшумка — река в России, протекает в Нижегородской области и Кировской области. Устье реки находится в 136 км по правому берегу реки Большой Кундыш. Длина реки составляет 19 км, площадь водосборного бассейна 51,2 км².
Исток реки у деревни Старостино Шарангского района Нижегородской области. Река течёт на юго-восток, вскоре после истока перетекает на территорию Санчурского района Кировской области, где течёт через деревни Мартыново, Троегубово, Ураково, Бусыгино, Юкшум и Сапогово. Впадает в Большой Кундыш в селе Корляки.

## Данные водного реестра
По данным государственного водного реестра России относится к Верхневолжскому бассейновому округу, водохозяйственный участок реки — Волга от Чебоксарского гидроузла до города Казань, без рек Свияга и Цивиль, речной подбассейн реки — Волга от впадения Оки до Куйбышевского водохранилища (без бассейна Суры). Речной бассейн реки — (Верхняя) Волга до Куйбышевского водохранилища (без бассейна Оки).
Код объекта в государственном водном реестре — 08010400712112100000862.